# ダンスアワルツ
ダンスアワルツ（2000年6月5日 - ）とは日本の競走馬、乗用馬である。2005年にNHK朝の連続テレビ小説『ファイト』へサイゴウジョンコ役で出演し、注目を集めた。

## 来歴
競走馬としては中央競馬で3戦したが勝てず、いずれも二桁着順の惨敗であった。
競走馬引退後、千葉県白井市にあるJRA競馬学校にて教習用馬として繋養される。『ファイト』撮影中は撮影場所となった馬事公苑に移動し繋養される。イベント出演のため、厩務員役を演じた瀬川亮とともに東京競馬場や新潟競馬場、札幌競馬場への遠征も行った。
撮影終了後も馬事公苑で過ごしていたが、日本中央競馬会から出生地である静内町（現・新ひだか町）へ寄贈されることが決まり、2006年5月3日に「お別れ会」が開かれた。5月6日にライディングヒルズ静内へ移動。一般向け乗用馬の訓練を受けるも気性の問題から適性がないと判断され、2007年5月に日本軽種馬協会静内種馬場へ研修用の乗馬として移動した。静内種馬場ではサイゴウジョンコ名義となっており、研修生たちから「ジョンコ」と呼ばれている。
なお、同じグランド牧場生産の馬で「ジョンコ」という名前で競走馬として登録された別の馬がいる。

## 血統表
| ダンスアワルツの血統（ミスタープロスペクター系／Nashua 5×3 = 15.63%、Nearco 5×5 = 6.25%、Native Dancer 5×5 = 6.25%） | ダンスアワルツの血統（ミスタープロスペクター系／Nashua 5×3 = 15.63%、Nearco 5×5 = 6.25%、Native Dancer 5×5 = 6.25%） | ダンスアワルツの血統（ミスタープロスペクター系／Nashua 5×3 = 15.63%、Nearco 5×5 = 6.25%、Native Dancer 5×5 = 6.25%） | （血統表の出典） | （血統表の出典） |
| 父 *ミシル Misil 1988 芦毛                                                                                           | 父の父Miswaki 1978 栗毛                                                                                              | Mr. Prospector | Raise a Native   | Raise a Native   |
| 父 *ミシル Misil 1988 芦毛                                                                                           | 父の父Miswaki 1978 栗毛                                                                                              | Mr. Prospector | Gold Digger      |                  |
| 父 *ミシル Misil 1988 芦毛                                                                                           | 父の父Miswaki 1978 栗毛                                                                                              | Hopespringseternal                                                                                                   | Buckpasser       | Buckpasser       |
| 父 *ミシル Misil 1988 芦毛                                                                                           | 父の父Miswaki 1978 栗毛                                                                                              | Hopespringseternal                                                                                                   | Rose Bower       |                  |
| 父 *ミシル Misil 1988 芦毛                                                                                           | 父の母April Edge 1977 芦毛                                                                                           | The Axe | Mahmoud          | Mahmoud          |
| 父 *ミシル Misil 1988 芦毛                                                                                           | 父の母April Edge 1977 芦毛                                                                                           | The Axe | Blackball        |                  |
| 父 *ミシル Misil 1988 芦毛                                                                                           | 父の母April Edge 1977 芦毛                                                                                           | April Bloom | Bold Lad         | Bold Lad         |
| 父 *ミシル Misil 1988 芦毛                                                                                           | 父の母April Edge 1977 芦毛                                                                                           | April Bloom | April Gold       |                  |
| 母 *ダンシングゴッデス Dancing Goddess 1985 鹿毛                                                                     | 母の父Nijinsky II 1967 鹿毛                                                                                          | Northern Dancer | Nearctic         | Nearctic         |
| 母 *ダンシングゴッデス Dancing Goddess 1985 鹿毛                                                                     | 母の父Nijinsky II 1967 鹿毛                                                                                          | Northern Dancer | Natalma          |                  |
| 母 *ダンシングゴッデス Dancing Goddess 1985 鹿毛                                                                     | 母の父Nijinsky II 1967 鹿毛                                                                                          | Flaming Page | Bull Page        | Bull Page        |
| 母 *ダンシングゴッデス Dancing Goddess 1985 鹿毛                                                                     | 母の父Nijinsky II 1967 鹿毛                                                                                          | Flaming Page | Flaring Top      |                  |
| 母 *ダンシングゴッデス Dancing Goddess 1985 鹿毛                                                                     | 母の母Producer 1976                                                                                                  | Nashua | Nasrullah        | Nasrullah        |
| 母 *ダンシングゴッデス Dancing Goddess 1985 鹿毛                                                                     | 母の母Producer 1976                                                                                                  | Nashua | Segula           |                  |
| 母 *ダンシングゴッデス Dancing Goddess 1985 鹿毛                                                                     | 母の母Producer 1976                                                                                                  | Marion | Tantieme         | Tantieme         |
| 母 *ダンシングゴッデス Dancing Goddess 1985 鹿毛                                                                     | 母の母Producer 1976                                                                                                  | Marion | Magda F-No.8-i   |                  |

年上の甥に2001年菊花賞3着のエアエミネムがいる。